# Epicoma argentata
Epicoma argentata är en fjärilsart som beskrevs av Walker 1865. Epicoma argentata ingår i släktet Epicoma och familjen tandspinnare. Inga underarter finns listade i Catalogue of Life.